# Udobnoje (obwód kurski)
Udobnoje (ros. Удобное) – wieś (sieło) w Rosji, w obwodzie kurskim, w rejonie gorszeczeńskim. W 2021 liczyła 135 mieszkańców.